# Andrey (football)
Pour les articles homonymes, voir Andrey.
Andrey Ramos do Nascimento dit Andrey, né le 15 février 1998 à Rio de Janeiro au Brésil, est un footballeur brésilien qui évolue au poste de milieu défensif au Athletic Club.

## Biographie

### Vasco da Gama
Andrey passe par le centre de formation du Vasco da Gama, qu'il rejoint en 2011 à l'âge de 13 ans. 
C'est avec ce club qu'il découvre le monde professionnel, étant promu en équipe première en septembre 2016 pour pallier notamment l'absence sur blessure de Marcelo Mattos. Il joue son premier match au sein du championnat brésilien le 8 juillet 2017, contre Flamengo. Son équipe s'incline sur le score d'un but à zéro ce jour-là. 
Andrey joue son premier match de Copa Libertadores le 8 février 2018 contre l'Universidad de Concepción. Il entre en jeu et son équipe s'impose par deux buts à zéro.
Le 3 juin 2018, il inscrit son premier but chez les professionnels, contre le Botafogo FR, en championnat. Titulaire ce jour-là, Andrey et les siens sont défaits sur le score de 2-1.

### Coritiba FC
En janvier 2022, Andrey rejoint le Coritiba FC. Il inscrit son premier but pour le club le 10 avril 2022, lors de la première journée de la saison 2022 du Brasileiro contre le Goiás EC. Il est titularisé et participe à la victoire de son équipe par trois buts à zéro.

### En équipe nationale
Avec l'équipe du Brésil des moins de 17 ans, il est l'auteur d'un doublé en décembre 2014, lors d'un match amical contre les États-Unis (victoire 1-4).
Il participe ensuite à la Coupe du monde 2015 des moins de 17 ans 2015 organisée au Chili. Lors du mondial junior, il joue quatre matchs. Il ne peut disputer les huitièmes de finale face à la Nouvelle-Zélande, en raison d'une suspension. Le Brésil s'incline en quart de finale face au Nigeria.